# شارلوت لوبون
شارلوت لوبون (بالإنجليزية: Charlotte Le Bon)‏ (و. 1986 – م) هي ممثلة، وعارضة، ومقدمة تلفزيونية، من كندا، ولدت في مونتريال.

## مناصب
تولت منصب Miss Canal + weather ‏.

## وصلات خارجية
- شارلوت لوبون على موقع IMDb (الإنجليزية)
- شارلوت لوبون على موقع قاعدة بيانات الأفلام العربية
- شارلوت لوبون على موقع ألو سيني (الفرنسية)
- شارلوت لوبون على موقع أول موفي (الإنجليزية)
- شارلوت لوبون على موقع قاعدة بيانات الأفلام السويدية (السويدية)
- شارلوت لوبون على موقع قاعدة بيانات الفيلم (الإنجليزية)
- شارلوت لوبون على موقع كينوبويسك (الروسية)
- شارلوت لوبون على موقع دليل عارضات الأزياء (الإنجليزية)